# Johan Stengård
Nils Johan Stengård, född 1 oktober 1955 i Maria Magdalena församling, Stockholms stad, är en svensk saxofonist.

## Biografi

### Bakgrund
Stengård, som är uppväxt på Södermalm och i Kärrtorp, inledde sin musikaliska bana med att spela blockflöjt i den kommunala musikskolan. Efter att ha studerat klassiskt klarinettspel under ett antal år så valde han jazzmusik och gick över till att spela saxofon.
Johan Stengård spelade vid 17 års ålder tillsammans med bland annat Leif Kronlunds orkester och 1978 startade han ett "Monday-night Big Band" som spelade återkommande på Mosebacke Etablissement. 

### Studio- och konsertmusiker
Stengård har medverkat som musiker på studioinspelningar och i TV-program. Bland de artister som han har spelat med kan nämnas Abba, Sammy Davis Jr, Lena Horne, Michael Bolton, Sissel Kyrkjebø, Björn Skifs, Monica Zetterlund, Tomas Ledin, Mikael Rickfors och Lill Lindfors.
Johan Stengård var medlem av Stockholm All Stars, tillsammans med bland andra Lasse Wellander och Robert Wells, samt Little Mike and the Sweet Soul Music Band tillsammans med bland annat Nils Landgren, Anders Berglund, Claes af Geijerstam, Urban Agnas, Anna-Lotta Larsson och Sharon Dyall. 
Stengård var med i ursprungsuppställningen av konsertturnén Badrock 1986.
Johan Stengård är producent för The Original Band - Music of Abba & Mamma Mia!, en konsertshow bestående av Abba:s originalmusiker och med Abba:s kostymdesigner Owe Sandström, samt kapellmästare för Stengård Big Band, ett band som inriktat sig på att spela originalorkesterarrangemang av exempelvis Nelson Riddle, Quincy Jones och Don Costa.

### Övrigt
Johan Stengård har varit solist vid svenska statsbesök utomlands.

## Diskografi
- 1986 - Mellan raderna
- 1989 - Tidlös kvalitet (begränsad upplaga)
- 1988 - Glory of Love
- 1990 - Haze
- 1993 - Psalmer i ny skrud
- 1994 - Psalmer i nytt ljus
- 1995 - Landscape
- 1996 - Tradition
- 1997 - Duo
- 1998 - Blue
- 2000 - Andetag
- 2000 - Psalmer i folkton
- 2001 - Cinema
- 2002 - Det vackraste
- 2003 - On My Mind
- 2004 - Lugna blå stunder
- 2006 - Concertl
- 2009 - En skön blandning svenskt
- 2012 - ATMOSFEEL morning
- 2013 - ATMOSFEEL afternoon
- 2014 - ATMOSFEEL evening
- 2015 - ATMOSFEEL night
- 2017 - Thank You for the Music
- 2018 - X-MAS